# Municipio Unión (Falcón)
Unión es uno de los 25 municipios que integran el Estado Falcón, Venezuela. Su capital es Santa Cruz de Bucaral. Tiene una superficie de 975 km² y se estima que para 2007 cuenta con una población de más de 18 136 habitantes. El municipio está conformado por tres parroquias, El Charal, Las Vegas del Tuy y Santa Cruz de Bucaral.
El sector agrícola y ganadero es la base de la economía del municipio, mientras que el turismo ha experimentado un lento crecimiento desde el establecimiento del Parque Cueva de la Quebrada del Toro en 1969.
Hasta 1989 el Municipio Unión estuvo integrado en el entonces Distrito Federación, hoy Municipio Federación; sin embargo su fecha de fundación real es el 28 de febrero de 1919 cuando una ley político territorial estadal lo crea anexadolo al Distrito Federación.

## Geografía
Se encuentra al sur del Estado Falcón, la zona central es dominada por la sierra de Matatere y la fila Aguada Granderío llegando hasta los 1150 metros de altura, donde está ubicado el Parque nacional Cueva de la Quebrada del Toro con una extensión de 8500 hectáreas, en este parque se encuentra el sistema fluvial subterráneo más grande de Venezuela de unos 500 metros de longitud.
En la zona norte predominan montañas de unos 250 metros de altura con una pequeña llanura formada por el río Los Remedios, el cual separa al Municipio Unión del Municipio Petit. Al sur se encuentra una depresión formada por el río Tocuyo que sirve además como límite con el Estado Lara.

## Parroquias
1. Parroquia El Charal
2. Parroquia Las Vegas del Tuy
3. Parroquia Santa Cruz de Bucaral (Santa Cruz de Bucaral)

## Política y gobierno

### Alcaldes
| Período     | Alcalde              | Partido político / Alianza | % de votos | Notas |
| ----------- | -------------------- | -------------------------- | ---------- | --- |
| 1989 - 1992 | Carlos Ramírez Reina | AD                         | 51,99      | Primer alcalde bajo elecciones directas |
| 1992 - 1995 | Alfonzo Andrade      | COPEI                      | 51,43      | Segundo alcalde bajo elecciones directas |
| 1995 - 2000 | Francisco Morillo    | AD                         | -          | Tercer alcalde bajo elecciones directas(se realizaron elecciones generales adelantadas en el 2000 debido a la aprobación de la Constitución de 1999) |
| 2000 - 2004 | Alfonzo Andrade      | COPEI                      | 39,60      | Cuarto alcalde bajo elecciones directas |
| 2004 - 2008 | Agüedo Bermúdez      | MVR                        | 50,20      | Quinto alcalde bajo elecciones directas |
| 2008 - 2013 | Agüedo Bermúdez      | PSUV                       | 61,62      | Reelecto (se postergan 1 año las elecciones municipales pautadas para finales del 2012)                                                              |
| 2013 - 2017 | Agüedo Bermúdez      | PSUV                       | 42,49      | Reelecto |
| 2017 - 2021 | Agüedo Bermúdez      | PSUV                       | 57,27      | Reelecto |
| 2021 - 2025 | Julio Andrade        | COPEI                      | 54,36      | Sexto alcalde bajo elecciones directas |

### Concejo municipal
Período 1989 - 1992
| Concejales:       | Partido político / Alianza |
| ----------------- | -------------------------- |
| Francisco Morillo | AD                         |
| José G. Hernández | AD                         |
| Juan Medina       | AD                         |
| Ramón Acosta      | COPEI                      |
| Alfonzo Andrade   | COPEI                      |

Período 1992 - 1995
| Concejales:           | Partido político / Alianza |
| --------------------- | -------------------------- |
| Ramón Acosta          | COPEI                      |
| Tarcida de Medina     | COPEI                      |
| Alirio Rodríguez      | COPEI                      |
| Glenda Mora de Naveda | AD                         |
| Juan Medina           | AD                         |

Período 1995 - 2000
| Concejales:               | Partido político / Alianza |
| ------------------------- | -------------------------- |
| Glenda Mora de Naveda     | AD                         |
| Israel Valles de Alvarado | AD                         |
| Nervis Ramón Acosta       | COPEI                      |
| Oswaldo Salazar           | COPEI                      |
| Alexis Pineda             | CONVERGENCIA               |

Período 2013 - 2018:
| Concejales         | Partido político / Alianza |
| ------------------ | -------------------------- |
| Eduvije Diaz       | PSUV                       |
| Maria Torres       | PSUV                       |
| Luz Capote         | PSUV                       |
| Reina Quiñonez     | PSUV                       |
| Moisés Navas       | PSUV                       |
| Eugenio Sánchez    | PSUV                       |
| Anaximenes Sánchez | MUD                        |

Período 2018 - 2021
| Concejales        | Partido político / Alianza |
| ----------------- | -------------------------- |
| Johandry Bermúdez | PSUV                       |
| José Gómez        | PSUV                       |
| Nelly Arteaga     | PSUV                       |
| Carolina Vargas   | PSUV                       |
| José Rodríguez    | PSUV                       |
| Eduvije Díaz      | PSUV                       |
| Anyely Sánchez    | PSUV                       |

Periodo 2021 - 2025
| Concejales:        | Partido político / Alianza |
| ------------------ | -------------------------- |
| Wilnell Burguillo  | COPEI                      |
| Carmen Reyes       | COPEI                      |
| Alfonzo Andrade    | COPEI                      |
| Anaximenes Sánchez | COPEI                      |
| Marcos Morales     | COPEI                      |
| Alexander Campos   | PSUV                       |
| Angela Mato        | PSUV                       |